# Campeonato da Oceania de Futebol Feminino de 2010
O Campeonato da Oceania de Futebol Feminino de 2010 foi a nona edição da competição de futebol feminino organizada pela Confederação de Futebol da Oceania (OFC). Foi realizada entre 29 de setembro e 8 de outubro e também serviu como torneio de qualificação para a Copa do Mundo de Futebol Feminino de 2011. 
Sediando o evento, a Nova Zelândia conquistou o título pela quarta vez na história e se qualificou para a Copa do Mundo na Alemanha.

## Fase de grupos
Todas as partidas seguem o fuso horário local (UTC+13).

### Grupo A
| Seleção       | P | J | V | E | D | GP | GC | SG  |
| ------------- | - | - | - | - | - | -- | -- | --- |
| Nova Zelândia | 9 | 3 | 3 | 0 | 0 | 31 | 0  | +31 |
| Ilhas Cook    | 6 | 3 | 2 | 0 | 1 | 3  | 10 | -7  |
| Taiti         | 3 | 3 | 1 | 0 | 2 | 5  | 9  | -4  |
| Vanuatu       | 0 | 3 | 0 | 0 | 3 | 1  | 21 | -20 |

| 29 de setembro | Nova Zelândia | 14 – 0    | Vanuatu | North Harbour Stadium, Auckland      |
| 13:00          | Hearn 10', 11', 18', 29', 90+1' · Moorwood 25', 81' · Wilkinson 42', 59', 73', 89' · Erceg 45+2' · White 54' · Milne 68' | Relatório |         | Público: 300 Árbitro: SOL John Saohu |

| 29 de setembro | Ilhas Cook   | 1 – 0     | Taiti | North Harbour Stadium, Auckland           |
| 15:30          | Mustonen 15' | Relatório |       | Público: 100 Árbitro: FIJ Ravitesh Behari |

| 1 de outubro | Taiti                                            | 5 – 1     | Vanuatu    | North Harbour Stadium, Auckland           |
| 13:00        | Alvarez 13', 20', 82' · White 80' · Tokoragi 81' | Relatório | Tougen 18' | Público: 100 Árbitro: FIJ Ravitesh Behari |

| 1 de outubro | Ilhas Cook | 0 – 10    | Nova Zelândia                                                                                     | North Harbour Stadium, Auckland          |
| 15:30        |            | Relatório | Hearn 9', 40', 63' · Gregorius 15', 27', 55' · Hoyle 21' · Percival 45' · Erceg 56' · Jackman 80' | Público: 450 Árbitro: TAH Averii Jacques |

| 3 de outubro | Taiti | 0 – 7     | Nova Zelândia                                                                            | North Harbour Stadium, Auckland      |
| 15:30        |       | Relatório | Armstrong 36' · Hearn 59', 75' · Green 76' · Yallop 80' · Gregorius 90' · Percival 90+2' | Público: 500 Árbitro: SOL John Saohu |

| 3 de outubro | Vanuatu | 0 – 2     | Ilhas Cook           | North Harbour Stadium, Auckland           |
| 15:30        |         | Relatório | Napa 83' · Henry 89' | Público: 200 Árbitro: FIJ Ravitesh Behari |

### Grupo B
| Seleção          | P | J | V | E | D | GP | GC | SG |
| ---------------- | - | - | - | - | - | -- | -- | -- |
| Papua-Nova Guiné | 9 | 3 | 3 | 0 | 0 | 8  | 1  | +7 |
| Ilhas Salomão    | 4 | 3 | 1 | 1 | 1 | 5  | 2  | +3 |
| Tonga            | 3 | 3 | 1 | 0 | 2 | 2  | 8  | -6 |
| Fiji             | 1 | 3 | 0 | 1 | 2 | 1  | 5  | -4 |

| 30 de setembro | Papua-Nova Guiné                     | 3 – 0     | Fiji | North Harbour Stadium, Auckland              |
| 13:00          | Peninsa 8' · Limbai 58' · Morris 62' | Relatório |      | Público: 60 Árbitro: NZL Anna-Marie Keighley |

| 30 de setembro | Ilhas Salomão                                | 4 – 0     | Tonga | North Harbour Stadium, Auckland      |
| 15:30          | Pegi 11', 90+1' · Misibini 36' · Maenu'u 74' | Relatório |       | Público: 80 Árbitro: COK Tupou Patia |

| 2 de outubro | Tonga                | 2 – 1     | Fiji           | North Harbour Stadium, Auckland       |
| 13:00        | Siale 74' · Feke 89' | Relatório | Ratubalavu 12' | Público: 200 Árbitro: COK Tupou Patia |

| 2 de outubro | Ilhas Salomão | 1 – 2     | Papua-Nova Guiné       | North Harbour Stadium, Auckland               |
| 15:30        | Saepio 84'    | Relatório | Limbai 27' · Siniu 47' | Público: 250 Árbitro: NZL Anna-Marie Keighley |

| 4 de outubro | Tonga | 0 – 3     | Papua-Nova Guiné                      | North Harbour Stadium, Auckland          |
| 15:30        |       | Relatório | Limbai 28', 61' · Likiliki 74' (g.c.) | Público: 100 Árbitro: TAH Averii Jacques |

| 4 de outubro | Fiji | 0 – 0     | Ilhas Salomão | North Harbour Stadium, Auckland               |
| 15:30        |      | Relatório |               | Público: 100 Árbitro: NZL Anna-Marie Keighley |

## Fase final
|  | Semifinais              | Semifinais              |   |                         | Final                   | Final |  |
|  |                         |                         |   |                         |                         |       |  |
|  | 6 de outubro – Auckland |                         |   |                         |                         |       |  |
|  | Nova Zelândia           | 8                       |   |                         |                         |       |  |
|  | Ilhas Salomão           | 0                       |   |                         |                         |       |  |
|  |                         |                         |   |                         |                         |       |  |
|  |                         |                         |   |                         | 8 de outubro – Auckland |       |  |
|  |                         |                         |   |                         | Nova Zelândia           | 11    |  |
|  |                         | Papua-Nova Guiné        | 0 |                         |                         |       |  |
|  |                         |                         |   |                         |                         |       |  |
|  |                         |                         |   |                         |                         |       |  |
|  |                         |                         |   |                         | Terceiro lugar          |       |  |
|  | 6 de outubro – Auckland | 6 de outubro – Auckland |   | 8 de outubro – Auckland | 8 de outubro – Auckland |       |  |
|  | Papua-Nova Guiné        | 1                       |   | Ilhas Salomão           | 0                       |       |  |
|  | Ilhas Cook              | 0                       |   |                         | Ilhas Cook              | 2     |  |

| 6 de outubro | Nova Zelândia                                                                                | 8 – 0     | Ilhas Salomão | North Harbour Stadium, Auckland       |
| 13:00        | White 7', 86' · Percival 17' · Moorwood 30' · Hearn 36' · Gregorius 56', 68' · Wilkinson 60' | Relatório |               | Público: 600 Árbitro: COK Tupou Patia |

| 6 de outubro | Papua-Nova Guiné | 1 – 0     | Ilhas Cook | North Harbour Stadium, Auckland               |
| 15:30        | Limbai 62'       | Relatório |            | Público: 600 Árbitro: NZL Anna-Marie Keighley |

### Terceiro lugar
| 8 de outubro | Ilhas Salomão | 0 – 2     | Ilhas Cook               | North Harbour Stadium, Auckland               |
| 13:00        |               | Relatório | Henry 70' · Mustonen 79' | Público: 400 Árbitro: NZL Anna-Marie Keighley |

### Final
| 8 de outubro | Nova Zelândia | 11 – 0    | Papua-Nova Guiné | North Harbour Stadium, Auckland      |
| 16:00        | Riley 7' · White 15', 38', 50', 56' · Percival 18' · Wilkinson 32', 36' · Gregorius 73' · Hearn 79' · Moorwood 84' | Relatório |                  | Público: 900 Árbitro: SOL John Saohu |